# Conistra sebdouensis
Conistra sebdouensis là một loài bướm đêm trong họ Noctuidae.